# Pleasant Valley (Missouri)
Pleasant Valley és una població dels Estats Units a l'estat de Missouri. Segons el cens del 2000 tenia 3.321 habitants.

## Demografia
Segons el cens del 2000, Pleasant Valley tenia 3.321 habitants, 1.328 habitatges, i 873 famílies. La densitat de població era de 986,3 habitants per km².
Dels 1.328 habitatges en un 32,8% hi vivien nens de menys de 18 anys, en un 48,1% hi vivien parelles casades, en un 12% dones solteres, i en un 34,2% no eren unitats familiars. En el 26,5% dels habitatges hi vivien persones soles el 6,9% de les quals corresponia a persones de 65 anys o més que vivien soles. El nombre mitjà de persones vivint en cada habitatge era de 2,42 i el nombre mitjà de persones que vivien en cada família era de 2,92.
Per edats la població es repartia de la següent manera: un 24,2% tenia menys de 18 anys, un 8,4% entre 18 i 24, un 34,3% entre 25 i 44, un 21,6% de 45 a 60 i un 11,4% 65 anys o més.
L'edat mediana era de 36 anys. Per cada 100 dones de 18 o més anys hi havia 88,2 homes.
La renda mediana per habitatge era de 48.684 $ i la renda mediana per família de 54.891 $. Els homes tenien una renda mediana de 38.839 $ mentre que les dones 25.386 $. La renda per capita de la població era de 26.084 $. Entorn del 3,9% de les famílies i el 4,6% de la població estaven per davall del llindar de pobresa.

## Poblacions més properes
El següent diagrama mostra les poblacions més properes.